# Fussballclub Wohlen 1904 2016-2017
Questa voce raccoglie le informazioni riguardanti il Fussballclub Wohlen 1904 nelle competizioni ufficiali della stagione 2016-2017.

## Stagione
Nella stagione 2016-2017 il Wohlen, allenato da Martín Rueda e Francesco Gabriele, concluse il campionato di Challenge League al 7º posto. In Coppa Svizzera il Wohlen fu eliminato al secondo turno dal Chiasso.

## Rosa
| N. |                                 | Ruolo | Calciatore       |
| -- | ------------------------------- | ----- | ---------------- |
| 1  | RD del Congo (bandiera)         | P     | Joël Kiassumbua  |
| 4  | Bosnia ed Erzegovina (bandiera) | D     | Sead Hajrović    |
| 5  | Italia (bandiera)               | C     | Davide Giampà    |
| 6  | Svizzera (bandiera)             | A     | Nico Abegglen    |
| 7  | Svizzera (bandiera)             | A     | Marvin Graf      |
| 8  | Svizzera (bandiera)             | C     | Muhamed Seferi   |
| 9  | Svizzera (bandiera)             | A     | Marko Dangubic   |
| 10 | Svizzera (bandiera)             | C     | Miguel Castroman |
| 11 | Francia (bandiera)              | C     | Marko Muslin     |
| 13 | Argentina (bandiera)            | A     | Augusto Lotti    |
| 15 | Svizzera (bandiera)             | C     | Milan Marjanovič |
| 17 | Svizzera (bandiera)             | C     | Marko Bičvić     |
| 19 | Svizzera (bandiera)             | C     | Janick Kamber    |

| N. |                     | Ruolo | Calciatore      |
| -- | ------------------- | ----- | --------------- |
| 20 | Svizzera (bandiera) | A     | Janko Pacar     |
| 21 | Svizzera (bandiera) | A     | Igor Tadić      |
| 22 | Svizzera (bandiera) | D     | Florian Stahel  |
| 23 | Germania (bandiera) | C     | Ronny Minkwitz  |
| 28 | Svizzera (bandiera) | A     | Kilian Pagliuca |
| 29 | Svizzera (bandiera) | D     | Olivier Kleiner |
| 30 | Svizzera (bandiera) | P     | Flamur Tahiraj  |
| 31 | Svizzera (bandiera) | C     | Alain Schultz   |
| 32 | Svizzera (bandiera) | D     | Noah Loosli     |
| 33 | Svizzera (bandiera) | C     | Sandro Foschini |
| 34 | Svizzera (bandiera) | P     | Dominik Stutzer |
| 35 | Svizzera (bandiera) | D     | Yannick Schmid  |
|    | Svizzera (bandiera) | P     | Yanick Hofer    |

## Organigramma societario
Area tecnica
- Allenatore: Francesco Gabriele
- Allenatore in seconda: Luigi Alvardi, Piu
- Preparatore dei portieri:
- Preparatori atletici:

## Calciomercato

### Sessione estiva
| Acquisti | Acquisti               | Acquisti          | Acquisti |
| R.       | Nome                   | da                | Modalità |
| -------- | ---------------------- | ----------------- | -------- |
| D        | Nils von Niederhäusern | Zurigo II         |          |
| C        | Marko Bičvić           | Sciaffusa         |          |
| A        | Marko Dangubic         | Young Boys II     |          |
| C        | Sandro Foschini        | Winterthur        |          |
| D        | Sead Hajrović          | Winterthur        |          |
| C        | Janick Kamber          | Bienne            |          |
| D        | Noah Loosli            | Grasshoppers      |          |
| A        | Janko Pacar            | Petrolul Ploiești |          |
| A        | Kilian Pagliuca        | Zurigo II         |          |
| D        | Yannick Schmid         | Lucerna           |          |
| D        | Florian Stahel         | Vaduz             |          |

| Cessioni | Cessioni       | Cessioni         | Cessioni |
| R.       | Nome           | a                | Modalità |
| -------- | -------------- | ---------------- | -------- |
| D        | Simon Dünki    | Old Boys Basilea |          |
| D        | Nicolas Bürgy  | Young Boys       |          |
| C        | Joël Geissmann | Thun             |          |
| C        | Simon Grether  | Lucerna          |          |
| A        | Samir Ramizi   | Neuchâtel Xamax  |          |
| D        | Rexhep Thaqi   | Kosova Zurigo    |          |
| D        | Marijan Urtic  | Chiasso          |          |
| C        | Michael Weber  | Kriens           |          |

### Sessione invernale
| Acquisti | Acquisti     | Acquisti  | Acquisti |
| R.       | Nome         | da        | Modalità |
| -------- | ------------ | --------- | -------- |
| P        | Yanick Hofer | Muri      |          |
| A        | Igor Tadić   | Sciaffusa |          |

| Cessioni | Cessioni | Cessioni | Cessioni |
| R.       | Nome     | a        | Modalità |
| -------- | -------- | -------- | -------- |

## Risultati

### Challenge League

#### Prima fase, girone di andata
| Arbitro: | Dudic |

|  |           |                                     |
|  | Marcatori | 50’ Dangubic 63’ Abegglen 90’ Lotti |

| Wohlen 29 luglio 2016, ore 19:45 CEST 2ª giornata | Wohlen  | 0 – 0 referto | Neuchâtel Xamax | Stadion Niedermatten (1 340 spett.)\| Arbitro: \| Tschudi \| |
| Arbitro:                                          | Tschudi |               |                 |                                                              |

| Arbitro: | Fähndrich |

|                                          |           |  |
| Sadiku 19’, 83’ Winter 40’ Rodríguez 44’ | Marcatori |  |

| Arbitro: | Jaccottet |

|                    |           |                |
| Schultz 68’ (rig.) | Marcatori | 18’, 35’ Mujic |

| Arbitro: | Jancevski |

|            |           |  |
| Sutter 43’ | Marcatori |  |

| Arbitro: | Musa |

|             |           |                                  |
| Schultz 14’ | Marcatori | 37’ Akın 49’ Vonlanthen 57’ Papp |

| Arbitro: | Fähndrich |

|                                                            |           |              |
| Nsame 9’, 46’, 88’ Berisha 14’ Cadamuro 23’ Vitkieviez 32’ | Marcatori | 48’ Hajrović |

| Arbitro: | Erlachner |

|            |           |                                                |
| Stahel 54’ | Marcatori | 9’ Rossini 18’ Ciarrocchi 35’ Tréand 76’ Garat |

| Arbitro: | Schärli |

|  |           |             |
|  | Marcatori | 62’ Schultz |

#### Prima fase, girone di ritorno
| Arbitro: | Dudic |

|  |           |                                                            |
|  | Marcatori | 8’ (aut.) Hajrović 23’, 40’ Čavušević 61’ Bangura 90’ Koné |

| Arbitro: | San |

|                    |           |                                      |
| Nuzzolo 35’ (rig.) | Marcatori | 10’, 53’ Pacar 12’ Stahel 31’ Giampà |

| Arbitro: | Jancevski |

|  |           |                |
|  | Marcatori | 52’ Cortelezzi |

| Arbitro: | Ovcharov |

|  |           |               |
|  | Marcatori | 4’, 47’ Pacar |

| Arbitro: | Gut |

|                    |           |                           |
| Schultz 82’ (rig.) | Marcatori | 4’ Vitkieviez 79’ Berisha |

| Arbitro: | Schärli |

|           |           |  |
| Pacar 27’ | Marcatori |  |

| Arbitro: | Marri |

|            |           |                      |
| Ozokwo 41’ | Marcatori | 13’ Pacar 19’ Muslin |

| Arbitro: | Schnyder |

|             |           |  |
| Rossini 36’ | Marcatori |  |

| Arbitro: | Amhof |

|                                    |           |  |
| Schultz 12’, 37’ Dangubic 33’, 75’ | Marcatori |  |

#### Seconda fase, girone di andata
| Arbitro: | Pache |

|                                     |           |                       |
| Sejmenović 5’ Corbaz 34’ Karlen 50’ | Marcatori | 29’ (aut.) Sejmenović |

| Arbitro: | Amhof |

|          |           |                        |
| Pacar 4’ | Marcatori | 29’ Rossini 37’ Tréand |

| Arbitro: | Gut |

|                                 |           |               |
| Sliskovic 66’ Silvio 75’ (rig.) | Marcatori | 38’ Castroman |

| Arbitro: | Superczynski |

|           |           |                                                          |
| Tadić 81’ | Marcatori | 33’ (rig.) Rodríguez 63’ Marchesano 83’ (rig.), 90’ Koné |

| Arbitro: | Schärli |

|  |           |                          |
|  | Marcatori | 62’ Vitkieviez 68’ Nsame |

| Chiasso 11 marzo 2017, ore 17:45 CET 24ª giornata | Chiasso | 0 – 0 referto | Wohlen | Stadio comunale Riva IV (680 spett.)\| Arbitro: \| Tschudi \| |
| Arbitro:                                          | Tschudi |               |        |                                                               |

| Arbitro: | Horisberger |

|                                   |           |                      |
| Lang 69’ (rig.) Demhasaj 75’, 89’ | Marcatori | 2’ Schultz 41’ Pacar |

| Wohlen 1º aprile 2017, ore 17:45 CEST 26ª giornata | Wohlen   | 0 – 0 referto | Le Mont | Stadion Niedermatten (578 spett.)\| Arbitro: \| Schnyder \| |
| Arbitro:                                           | Schnyder |               |         |                                                             |

| Arbitro: | Jancevski |

|           |           |                                        |
| Fazli 70’ | Marcatori | 4’ Castroman 18’, 38’ Stahel 63’ Pacar |

#### Seconda fase, girone di ritorno
| Arbitro: | Athbah |

|  |           |             |
|  | Marcatori | 43’ Neitzke |

| Arbitro: | Hänni |

|  |           |                                  |
|  | Marcatori | 27’, 38’ (rig.) Pacar 69’ Loosli |

| Arbitro: | Horisberger |

|               |           |                              |
| Castroman 81’ | Marcatori | 16’ Karlen 86’ (aut.) Bičvić |

| Arbitro: | Klossner |

|                        |           |               |
| Pagliuca 56’ Tadić 59’ | Marcatori | 76’ Sliskovic |

| Arbitro: | Gut |

|                  |           |                          |
| Stahel 2’ (aut.) | Marcatori | 47’ Schultz 54’ Pagliuca |

| Arbitro: | Superczynski |

|  |           |          |
|  | Marcatori | 26’ Said |

| Arbitro: | Wolfensberger |

|                          |           |  |
| Alphonse 82’ Berisha 88’ | Marcatori |  |

| Arbitro: | Schnyder |

|                |           |                |
| Tadić 58’, 62’ | Marcatori | 80’ Vonlanthen |

| Arbitro: | Tschudi |

|                                            |           |  |
| Buff 10’ Kiassumbua 84’ (aut.) Dwamena 87’ | Marcatori |  |

### Coppa Svizzera
| 13 agosto 2016, ore 17:30 CEST Primo turno | Meyrin | 1 – 3 | Wohlen |  |

| Chiasso 17 settembre 2016, ore 14:30 CEST Secondo turno | Chiasso   | 1 – 0 referto | Wohlen | Stadio comunale Riva IV (400 spett.) |
| \| \| \| \| \| Padula 44’ \| Marcatori \| \|            |           |               |        |                                      |
|                                                         |           |               |        |                                      |
| Padula 44’                                              | Marcatori |               |        |                                      |

## Statistiche

### Statistiche di squadra
| Competizione     | Punti | In casa | In casa | In casa | In casa | In casa | In casa | In trasferta | In trasferta | In trasferta | In trasferta | In trasferta | In trasferta | Totale | Totale | Totale | Totale | Totale | Totale | DR  |
| Competizione     | Punti | G       | V       | N       | P       | Gf      | Gs      | G            | V            | N            | P            | Gf           | Gs           | G      | V      | N      | P      | Gf     | Gs     | DR  |
| ---------------- | ----- | ------- | ------- | ------- | ------- | ------- | ------- | ------------ | ------------ | ------------ | ------------ | ------------ | ------------ | ------ | ------ | ------ | ------ | ------ | ------ | --- |
| Challenge League | 39    | 18      | 4       | 2       | 12      | 16      | 31      | 18           | 8            | 1            | 9            | 26           | 29           | 36     | 12     | 3      | 21     | 42     | 60     | -18 |
| Coppa Svizzera   | -     | 0       | 0       | 0       | 0       | 0       | 0       | 2            | 1            | 0            | 1            | 3            | 2            | 2      | 1      | 0      | 1      | 3      | 2      | +1  |
| Totale           | 39    | 18      | 4       | 2       | 12      | 16      | 31      | 20           | 9            | 1            | 10           | 29           | 31           | 38     | 13     | 3      | 22     | 45     | 62     | -17 |

### Andamento in campionato
| Giornata  | 1 | 2 | 3 | 4 | 5 | 6 | 7  | 8  | 9 | 10 | 11 | 12 | 13 | 14 | 15 | 16 | 17 | 18 | 19 | 20 | 21 | 22 | 23 | 24 | 25 | 26 | 27 | 28 | 29 | 30 | 31 | 32 | 33 | 34 | 35 | 36 |
| --------- | - | - | - | - | - | - | -- | -- | - | -- | -- | -- | -- | -- | -- | -- | -- | -- | -- | -- | -- | -- | -- | -- | -- | -- | -- | -- | -- | -- | -- | -- | -- | -- | -- | -- |
| Luogo     | T | C | T | C | T | C | T  | C  | T | C  | T  | C  | T  | C  | C  | T  | T  | C  | T  | C  | T  | C  | C  | T  | T  | C  | T  | C  | T  | C  | C  | T  | C  | T  | C  | T  |
| Risultato | V | N | P | P | P | P | P  | P  | V | P  | V  | P  | V  | P  | V  | V  | P  | V  | P  | P  | P  | P  | P  | N  | P  | N  | V  | P  | V  | P  | V  | V  | P  | P  | V  | P  |
| Posizione | 1 | 2 | 5 | 6 | 8 | 9 | 10 | 10 | 9 | 9  | 9  | 10 | 8  | 8  | 8  | 7  | 7  | 6  | 7  | 7  | 7  | 7  | 8  | 8  | 9  | 9  | 7  | 8  | 7  | 7  | 7  | 6  | 7  | 7  | 6  | 7  |

Legenda:

Luogo: C = Casa; T = Trasferta. Risultato: V = Vittoria; N = Pareggio; P = Sconfitta.

### Statistiche dei giocatori
| Giocatore            | Challenge League | Challenge League | Challenge League | Challenge League | Coppa Svizzera | Coppa Svizzera | Coppa Svizzera | Coppa Svizzera | Totale   | Totale | Totale      | Totale     |
| Giocatore            | Presenze         | Reti             | Ammonizioni      | Espulsioni       | Presenze       | Reti           | Ammonizioni    | Espulsioni     | Presenze | Reti   | Ammonizioni | Espulsioni |
| -------------------- | ---------------- | ---------------- | ---------------- | ---------------- | -------------- | -------------- | -------------- | -------------- | -------- | ------ | ----------- | ---------- |
| N. Abegglen          | 15               | 1                | 2                | 0                | 1              | 0              | 0              | 0              | 16       | 1      | 2           | 0          |
| M. Bičvić            | 23               | 0                | 0                | 0                | 0              | 0              | 0              | 0              | 23       | 0      | 0           | 0          |
| M. Castroman         | 32               | 3                | 5                | 1                | 1              | 0              | 0              | 0              | 33       | 3      | 5           | 1          |
| M. Dangubic          | 26               | 3                | 4                | 0                | 1              | 0              | 0              | 0              | 27       | 3      | 4           | 0          |
| S. Dünki             | 0                | 0                | 0                | 0                | 0              | 0              | 0              | 0              | 0        | 0      | 0           | 0          |
| S. Foschini          | 26               | 0                | 1                | 0                | 1              | 0              | 1              | 0              | 27       | 0      | 2           | 0          |
| D. Giampà            | 15               | 1                | 4                | 0                | 1              | 0              | 0              | 0              | 16       | 1      | 4           | 0          |
| M. Graf              | 0                | 0                | 0                | 0                | 1              | 0              | 1              | 0              | 1        | 0      | 1           | 0          |
| S. Hajrović          | 29               | 1                | 9                | 0                | 1              | 0              | 0              | 0              | 30       | 1      | 9           | 0          |
| Y. Hofer             | 0                | 0                | 0                | 0                | 0              | 0              | 0              | 0              | 0        | 0      | 0           | 0          |
| J. Kamber            | 34               | 0                | 2                | 0                | 0              | 0              | 0              | 0              | 34       | 0      | 2           | 0          |
| J. Kiassumbua        | 30               | 0                | 0                | 0                | 0              | 0              | 0              | 0              | 30       | 0      | 0           | 0          |
| O. Kleiner           | 12               | 0                | 2                | 0                | 1              | 0              | 0              | 0              | 13       | 0      | 2           | 0          |
| N. Loosli            | 19               | 1                | 7                | 0                | 0              | 0              | 0              | 0              | 19       | 1      | 7           | 0          |
| A. Lotti             | 8                | 1                | 0                | 0                | 1              | 0              | 0              | 0              | 9        | 1      | 0           | 0          |
| M. Marjanovič        | 4                | 0                | 0                | 0                | 0              | 0              | 0              | 0              | 4        | 0      | 0           | 0          |
| R. Minkwitz          | 9                | 0                | 1                | 0                | 1              | 0              | 0              | 0              | 10       | 0      | 1           | 0          |
| M. Muslin            | 33               | 1                | 4                | 0                | 1              | 0              | 0              | 0              | 34       | 1      | 4           | 0          |
| J. Pacar             | 27               | 11               | 6                | 0                | 0              | 0              | 0              | 0              | 27       | 11     | 6           | 0          |
| K. Pagliuca          | 12               | 2                | 1                | 0                | 0              | 0              | 0              | 0              | 12       | 2      | 1           | 0          |
| Y. Schmid            | 20               | 0                | 2                | 0                | 0              | 0              | 0              | 0              | 20       | 0      | 2           | 0          |
| A. Schultz           | 32               | 8                | 2                | 0                | 1              | 0              | 1              | 0              | 33       | 8      | 3           | 0          |
| M. Seferi            | 14               | 0                | 3                | 0                | 0              | 0              | 0              | 0              | 14       | 0      | 3           | 0          |
| F. Stahel            | 32               | 4                | 8                | 0                | 1              | 0              | 0              | 0              | 33       | 4      | 8           | 0          |
| D. Stutzer           | 0                | 0                | 0                | 0                | 0              | 0              | 0              | 0              | 0        | 0      | 0           | 0          |
| I. Tadić             | 16               | 4                | 2                | 0                | 0              | 0              | 0              | 0              | 16       | 4      | 2           | 0          |
| F. Tahiraj           | 6                | 0                | 0                | 0                | 1              | 0              | 0              | 0              | 7        | 0      | 0           | 0          |
| N. von Niederhäusern | 24               | 0                | 7                | 0                | 0              | 0              | 0              | 0              | 24       | 0      | 7           | 0          |